# Ogarrio
Ogarrio es una localidad del municipio de Ruesga (Cantabria, España). En el año 2008 contaba con una población de 211 habitantes (INE). La localidad se encuentra a 214 metros de altitud sobre el nivel del mar, y a 2 kilómetros de la capital municipal, Riva.
Destacan en él la iglesia de San Miguel, de estilo tardogótico, así como varios edificios de origen tardomedieval, como las casas de Arredondo, en el barrio de La Torre y el Sitio del Cerrillo.
A  Real de Catorce,   población minera y turística  situada en corazón de la sierra de Catorce en el estado de San Luis Potosí al norte de México, se accede a través del túnel de Ogarrio, denominación que recibe en honor al pueblo de España así denominado de donde Gregorio de la Maza y Gómez de la Puente era originario, y construido por Don Roberto Yrizar.
En la localidad de Ogarrio fueron encontradas, como ajuar funerario, tres espadas de bronce con remaches de plata, que pueden ser consideradas como restos pertenecientes a los coniscos. Estas espadas se encuentran actualmente en el Museo del Instituto Valencia de Don Juan (Madrid).